# ماري أندرسون
ماري إليزابيث أندرسون (19 فبراير 1866 - 27 يونيو 1953) مطورة عقارات أمريكية، وصاحبة مزرعة مواشي، وصاحبة كرم حيث كانت تعتني به، ومخترعة شفرة مسّاحة الزجاج الأمامي. في 10 نوفمبر عام 1903، مُنحت أندرسون أول براءة اختراع لها لجهاز تنظيف نوافذ السيارات الأوتوماتيكي الذي يُتحكم فيه من داخل السيارة، والذي يسمى مسّاحة الزجاج الأمامي.

## نشأتها
وُلدت ماري أندرسون في مقاطعة غرين، ألاباما، في بداية إعادة الإعمار في عام 1866. وفي عام 1889 انتقلت مع والدتها وأختها إلى بلدة برمنغهام، ألاباما المزدهرة. لا توجد معلومات معروفة عن والدي أندرسون، كما أنها لم تتزوج أبدًا.
في برمنغهام، بَنَت شقق فيرمونت في هايلاند أفنيو بعد فترة وجيزة من الاستقرار فيها. وبحلول عام 1893، انتقلت ماري أندرسون غربًا إلى فريسنو، كاليفورنيا حتى عام 1898 حيث أدارت بعد ذلك مزرعة مواشي وكرمًا.

### مسّاحات الزجاج الأمامي
في زيارة إلى مدينة نيويورك في شتاء عام 1903، في عربة ترولي في يومٍ بارد، لاحظت أندرسون أن سائق عربة ترولي يكافح لرؤية النوافذ بعد سقوط المطر المتجمد. عندما عادت إلى ألاباما، استأجرت مصممًا لجهاز يعمل يدويًا للحفاظ على الزجاج الأمامي نظيفًا وكانت لديها شركة محلية تنتج نموذجًا عمليًا. تقدمت بطلب للحصول على براءة اختراع لمدة 17 عامًا لمسّاحات الزجاج الأمامي. يتألف جهازها من ذراع داخل السيارة يتحكم في شفرة مطاطية على الجزء الخارجي من الزجاج الأمامي. يمكن تشغيل الذراع ليؤدي إلى تحريك الذراع المحملة على نابض ذهابًا وإيابًا فوق الزجاج الأمامي. استُخدم ثقل موازن لضمان التلامس بين المساحات والنافذة. صُنعت أجهزة مماثلة في وقتٍ سابق، ولكن أجهزة أندرسون كانت الأولى بفعاليتها.
في عام 1905، حاولت أندرسون بيع حقوق اختراعها من خلال شركة كندية مرموقة، لكنهم رفضوا طلبها قائلين «لا نعتبرها ذات قيمة تجارية تستدعي تعهدنا ببيعها». بعد أن انتهت صلاحية براءة الاختراع في عام 1920 ونمت أعمال صناعة المركبات بشكلٍ كبير، أصبحت مسّاحات الزجاج الأمامي التي تستخدم التصميم الأساسي لأندرسون معدات قياسية. في عام 1922، أصبحت كاديلاك أول شركة تصنيع سيارات تعتمدها كمعدات قياسية.
في عام 1922، أصبحت قيادة المركبات أكثر شعبية ولم يتبق في ذلك الوقت على سائقي المركبات الشخصية سوى تنظيف زجاج المركبة الأمامي. اعتقدت شركة كاديلاك أنه يجب عليهم أخذ اختراع أندرسون على سيارات الشوارع وتطبيقه على المركبات التي تعمل بمحركاتهم الخاصة. هكذا فعلوا، بدأت كاديلاك في وضع مسّاحات الزجاج الأمامي على سياراتهم الشخصية. لم تكن المسّاحات الإضافة التي تتطلب دفع المزيد من المال من أجل وجودها في السيارة، بل كانت من القطع التي لا تتطلب من العميل دفع المزيد من أجل الحصول عليها. اعتقدت جميع شركات السيارات الأخرى أن أفكار كاديلاك وأندرسون كانت ذكية جدًا حتى يأخذوا الفكرة ويطبقونها على سياراتهم الخاصة (إن آي إتش إف). الآن في عام 2020، قطع اختراع أندرسون شوطًا طويلًا وهو مطلب على جميع السيارات. يعتمد السائق على مسّاحات الزجاج الأمامي للبقاء آمنًا على الطريق في الظروف الممطرة والثلجية.

## أواخر حياتها
أقامت أندرسون في برمنغهام، حيث استمرت في إدارة شقق فيرمونت حتى وفاتها عن عمر 87 عامًا. وفي وقت وفاتها، كانت أكبر عضو في كنيسة المشيخية ساوث هايلاند. توفيت في منزلها الصيفي في مونتيغل، تينيسي.  أجرى جنازتها الدكتور فرانك إيه ماثيس في ساوث هايلاند ودُفنت في مقبرة إلموود.

## روابط خارجية
- ماري أندرسون على موقع IMDb (الإنجليزية)
- ماري أندرسون على موقع ألو سيني (الفرنسية)
- ماري أندرسون على موقع أول موفي (الإنجليزية)
- ماري أندرسون على موقع قاعدة بيانات الأفلام السويدية (السويدية)
- ماري أندرسون على موقع إن إن دي بي (الإنجليزية)
- ماري أندرسون على موقع قاعدة بيانات الفيلم (الإنجليزية)
- ماري أندرسون على موقع كينوبويسك (الروسية)